# Solomys sapientis
Solomys sapientis är en däggdjursart som först beskrevs av Thomas 1902.  Solomys sapientis ingår i släktet Solomys och familjen råttdjur. Inga underarter finns listade i Catalogue of Life.

## Utseende
Exemplaren är med en kroppslängd (huvud och bål) av 188 till 250 mm, en svanslängd av 190 till 257 mm, med 50 till 67 mm långa bakfötter och med 17 till 19 mm stora öron medelstora råttdjur men jämförd med andra släktmedlemmar en av släktets största arter. Viktuppgifter saknas. Den täta och lite borstiga pälsen består främst av 12 till 15 mm långa hår samt av några 20 till 25 mm långa hår. Svansen är nästan över hela längden naken och används som gripverktyg. Endast ett kort avsnitt vid bålen bär hår. Solomys sapientis har en kanelbrun ovansida och ljusbrun undersida med rosa nyanser. På fram- och bakfötter finns grå päls. Antalet spenar hos honor är fyra.

## Utbredning och ekologi
Arten är bara känd från ön Santa Isabel i Solomonöarna. Den lever antagligen i låglandet. Individerna klättrar i växtligheten i fuktiga tropiska skogar. De vilar i trädens håligheter. Enligt en expeditionsjournal från 1936 äter arten nötter från växtsläktet Canarium och kokosnötter. Boet fodras med löv och små kvistar.

## Hot
Beståndet hotas av skogsröjningar samt av jakt. Utbredningsområdet är endast 5000 km² stort. IUCN kategoriserar arten globalt som starkt hotad.